# Петрова, Галина Дмитриевна
Галина Дмитриевна Петрова (род. 3 ноября 1935) — российский, советский педагог. Народный учитель СССР (1988).

## Биография
Галина Петрова родилась в селе Залужье Судиславского района (ныне в Костромской области). 
Окончила Залужскую семилетнюю школу, Кинешемское дошкольное училище и была направлена на работу в Кострому. Работая воспитателем в детском саду, одновременно училась в Костромском педагогическом институте на физико-математическом факультете. 
С 1958 году работала в Сущёвской средней школе Костромского района учителем математики, заместителем директора по учебно-воспитательной работе, с 1961 — директор.
Под её руководством сформирован творческий педагогический коллектив, который обеспечивает высокий уровень преподавания. Многие учителя, по примеру директора, добились заметных профессиональных высот — четверо получили звание заслуженного учителя школы РСФСР, четверо стали отличниками народного просвещения, почти два десятка стали руководителями образовательных учреждений. Школа занимает ведущие позиции в районе и области по патриотическому и трудовому воспитанию учащихся, физической культуре, спорту, туризму. Более 40 процентов выпускников поступают в вузы. Учащиеся Сущёвский школы неоднократно становились победителями областных и районных олимпиад.

### Семья-династия
- Муж — Михаил Яковлевич Петров, учитель трудового обучения, в прошлом и физической культуры Сущёвской СШ. Заслуженный учитель школы РСФСР. Награждён орденом Трудового Красного Знамени.
- Дочь — Татьяна, преподаёт математику и физику в Сущёвской СШ, учитель высшей категории. Награждена в 2006 году нагрудным знаком «Почётный работник общего образования Российской Федерации». Её муж, Кириллов Андрей Иосифович, более 15 лет работал учителем (умер).
- Дочь — Ольга, начинала учительскую работу на Костромской земле, в настоящее время — учитель физики, затем завуч в школе № 594 Южного округа Москвы, общий стаж – 24 года. Учитель высшей категории, награждена нагрудным знаком «Почётный работник общего образования Российской Федерации».
- Сын — Владимир, заместитель директора по учебно-воспитательной работе Сущёвской СШ, преподаёт информатику и физику, учитель высшей категории. В 2010 году награждён нагрудным знаком «Почётный работник общего образования Российской Федерации».
- Двоюродный брат — Игорь Алексеевич Сироткин. Закончил физический факультет МГПИ им В.И. Ленина. Начал работать в Москве, в школе рабочей молодёжи № 26, затем по нескольку лет работал в школах № 94, № 68,  № 696 и №737. Награждён Почётными грамотами Министерства просвещения РСФСР, медалями «В память 850-летия Москвы», «Ветеран труда».
- Двоюродный брат — Вадим Алексеевич Сироткин, полковник запаса, окончил Московскую военную академию, после 28 лет военной службы 2 года преподавал курс «Радиорелейная связь» в радиотехникуме Ленинска Джезказганской области. С 1984 года преподаёт предметы «Радиосвязь», «Радиотехника» и «Электротехника» в лицее № 9 Костромы.
- Жена третьего брата — Александра Николаевна Сироткина, работала учителем биологии и химии в школах № 648 и № 159 Москвы. Педагогический стаж 37 лет. Награждена медалью «Ветеран труда»[2].

## Звания и награды
- Заслуженный учитель школы РСФСР (1976)
- Народный учитель СССР (1988)
- Орден Ленина
- Орден «Знак Почёта»
- Медаль «В ознаменование 100-летия со дня рождения Владимира Ильича Ленина»
- Медаль Н. К. Крупской
- Значок «Отличник народного просвещения РСФСР»
- Почётный гражданин Костромской области (1999)
- Включена в энциклопедию «Лучшие люди России» (2004).